# Jelena Kapoetskaja
Jelena Kapoetskaja (Russisch: Елена Капутская) (Irkoetsk, 9 oktober 1960), is een voormalig basketbalspeelster die uitkwam voor het nationale team van de Sovjet-Unie. Ze werd Meester in de sport van de Sovjet-Unie, Internationale Klasse.

## Carrière
Kapoetskaja speelde voor Dinamo Novosibirsk. Ze won met Dinamo het landskampioenschap van de Sovjet-Unie in 1986, 1987 en 1988. Ze werd tweede in 1985 en derde in 1981, 1982 en 1983. Met Dinamo verloor Kapoetskaja twee keer de EuroLeague Women in 1987 en 1988. Kapoetskaja won een keer de Ronchetti Cup in 1986.
Met het nationale team van de Sovjet-Unie won Kapoetskaja zilver op het Wereldkampioenschap in 1986.

## Erelijst
- Landskampioen Sovjet-Unie: 3
  - Winnaar: 1986, 1987, 1988
  - Tweede: 1985
  - Derde: 1981, 1982, 1983
- EuroLeague Women:
  - Runner-up: 1987, 1988
- Ronchetti Cup: 1
  - Winnaar: 1986
- Wereldkampioenschap:
  - Zilver: 1986